# Casa Abadal (Vic)
La Casa Abadal és una obra modernista de Vic (Osona) protegida com a Bé Cultural d'Interès Local.

## Descripció
Edifici d'habitatges de planta baixa, tres pisos superiors i golfes. La distribució de les obertures s'organitzen amb tres eixos verticals: dos a la façana de la Rambla i un a la façana del carrer Sant Just. Destaca la galeria de les golfes, d'arcs de mig punt i feta amb obra vista. Una fina cornisa feta de rajola vidriada separa aquesta galeria amb els altres pisos inferiors.

## Història
La zona de les Rambles es remodelà a partir del segle xviii, quan s'enderrocaren les muralles.